# Mohammed-Ali Abd Allah
 Mohammed-Ali Abd Allah 
Ultimo chefe dos povos Uababitas, filho mais velho de Sehud que, em 1805, o declarou seu sucessor. Lutou contra Towsun, filho do vice-rei do Egipto. 
Mohammed-Ali teve, em seguida revezes e vitorias, entre as suas derrotas teve de se entregar a ibrahim-Pachá, chefe do exercito do vice-rei (1818) e foi enviado  para Constantinopla, onde o sultão Mahmud o mandou matar.